# 管笛
管笛（英語：fife，/faɪf/ FYFE），又译小横笛、菲菲笛、法依富笛等，是一种小型、高音调的横向气鸣乐器，类似于短笛。管笛起源于中世纪欧洲，常用于管笛鼓乐队、軍樂隊以及行進樂隊。英文中的“管笛”一词来源于德文的，意为管子，后者则来源自拉丁文的。
管笛是一种全音阶调音的乐器，通常由一根带有六个指孔的管子和一个吹奏时会发出声音的吹口孔组成。现代版本的管笛是半音阶的，有10或11个指孔，可以吹奏任何音符。在10孔版的管笛上，双手的食指、中指和无名指保持与6孔版管笛相同的位置，而两个拇指和两个小指则用于吹奏临时变音记号。11孔版管笛的孔位置类似，但在右手中指下方增加了第二个孔。
管笛主要由木料制成，例如黑檀木、黑檀木、玫瑰木、莫帕尼木、粉红象牙木、黄檀木、黄杨木、枫木或柿木等。一些版本的管笛则完全由金属或塑料制成。
军乐队和行进乐队所使用的管笛一般在尾部套有金属环，以保护其免受损害。一支在不太易损的条件下使用的管笛，其末端可能带有车床加工的旋钮状装饰，以起到保护作用。现代管笛可能采用两件式或三件式结构，并可能包含由金属或软木制成的滑动调音接头。
管笛被最常用于管笛鼓乐队，但也可用于民間音樂，尤其是凯尔特音乐。一些加勒比音乐亦使用管笛，后者通常由竹子制成。